# Batalha de Melitene
Na Batalha de Melitene em 1100, um exército Cruzado liderado por Boemundo I foi derrotado pelos danismêndidas turcos chefiados por Danismende Gazi.
Depois de conquistar do Principado de Antioquia em 1098 Boemundo I aliou-se com o Reino Arménio da Cilícia. Quando o reino de Gabriel de Melitene foi assolado pelos danismêndidas Boemundo veio em seu socorro.
Danismende Gazi emboscou as tropas  francas e a maioria dos cruzados foram mortos,  Boemundo foi capturado junto com seu primo Ricardo de Salerno e os bispos arménios de Maras e Antioquia foram executados  Ele seria libertado apenas na Primavera de 1103, contra um resgate de 100 000 dinares e a libertação da filha de Iagui Siã, governador de Antioquia.  